# 술라웨시자유꼬리박쥐
술라웨시자유꼬리박쥐(Mops sarasinorum)는 큰귀박쥐과에 속하는 박쥐의 일종이다. 인도네시아와 필리핀에서 발견된다.

## 특징
전체 몸길이가 90~109mm인 작은 박쥐로 전완장은 40~45mm, 꼬리 길이는 30~36mm이다. 발 길이는 11~13mm이고 귀 길이는 18~22mm, 몸무게는 최대 35g이다. 등 쪽 털은 갈색을 띠는 반면에 배 쪽은 시나몬색을 띤다.

## 생태
나무 구멍 속에 매달려 지낸다. 먹이는 곤충이다.

## 분포 및 서식지
필리핀의 일부 섬과 술라웨시섬 그리고 인근 제도에 널리 분포한다.

## 아종
2종의 아종이 알려져 있다.
- M. s. sarasinorum - 술라웨시섬의 펠렝섬과 부톤섬
- M. s. lanei (Taylor, 1934) - 팔라완섬과 민다나오섬 남부의 필리핀제도